# Sadhu Sundar Singh

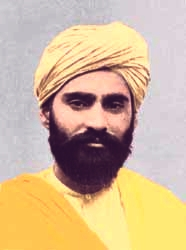
Sadhu Sundar Singh

Sadhu Sundar Singh, född 3 september 1889 i Rampur, Punjab, var en indisk kristen mystiker, missionär och vandrarpredikant. Han försvann under en missionsresa till Tibet 1929 och blev aldrig återfunnen.

## Biografi
Singh var född som sikh, men omvändes efter sin mors död vid 14 års ålder till kristen tro, och stöttes då ut från sin familj. 1907 började han arbeta vid spetälskesjukhuset i Sabathu och i pestlägren i Lahore, och året efter genomförde han sin första missionsresa till Tibet, ett land som han ofta återkom till för att missionera. 
Sundar Singh bestämde sig vid sin omvändelse till kristendomen att bli en kristen sadhu, och klädde sig i den traditionella saffransgula sadhudräkten. En sadhu är en indisk helig man som lever utanför samhällssystemet, en sorts vandrande hemlös. Sundars enda egendom kom att bli en sovfilt över axeln och ett nya testamente på urdu i fickan. "Jag är inte värdig att följa i min Herres fotspår", sade han, "men som han, vill jag inte ha något hem, inga ägodelar. Som han vill jag tillhöra vägen, delande mitt folks lidanden, ätande med dem som vill ge mig husrum, och berätta för alla människor om Guds kärlek".  
Sundar gjorde långa missionsvandringar till fots barfota, bl.a. genom Kashmir och Afghanistan. Hans fötter blev såriga och blödde ofta, och de kristna kallade honom därför "Aposteln med de blödande fötterna". Det var vanligt att han blev förföljd där han predikade evangeliet. 
1909 begav han sig på sina vänners uppmaning till Lahore för att studera teologi vid det anglikanska prästseminariet "Divinity College". Han trivdes dock inte där, utan höll sig mest för sig själv. Efter åtta månader lämnade han seminariet, och ville inte ha någon predikolicens av biskop Lefroy, eftersom denne inte ville tillåta honom att predika i andra sammanhang än de anglikanska. 
1912 lyckades han med stor ansträngning och efter ett ihärdigt letande, finna en kristen eremit i berget Kailash vid gränsen till Himalaya. Eremiten var en 300 år gammal man, som var så hårig att han såg ut som ett djur. Han levde i en grotta, och livnärde sig på frukt och vilda växter i närheten. Han hade en gammal handskrift med de fyra evangelierna på grekiska hos sig, som han fått av en vän till Frans Xavier. Eremiten berättade att han övervintrade genom att värma sig på de vilda björnar som kom in i hans håla om vintern. Han hade gåvan att gå ut ur kroppen och in i andevärlden, och berättade om sina apokalyptiska syner. Han kallades sedermera för "Maharishin av Kailash", och rönte stor uppmärksamhet i västvärlden. Maharishin berättade att de fanns 24000 sadhun som var hemliga kristna, inom den s.k. Sannyasi-missionen. Denna uppgift blev bestyrkt av Sundars erfarenhet, men hade svårt att bli trodd i västvärlden. 
Sundar Singh hade också gåvan att gå ut ur kroppen och in i andevärlden, och tala med andar och änglar. Essensen i hans syn på andevärlden finns i den lilla skriften "Syner från andevärlden". I slutet av den boken skimtar hans universalism, tron på allas slutliga frälsning. Detta tema kommer igen i många av hans småskrifter. 
1918 började Sundars offentliga verksamhet, då han besökte ett antal asiatiska länder för att predika, såsom Japan, Kina, Burma, Malaysia, Ceylon.
1920 besökte han England, Amerika, Australien. Överallt blev han omåttligt populär. Hans förkunnelse centrerade sig kring bönen och det inre livet, och var av en väckande karaktär. 
1922 gjorde han ett nytt besök till västvärlden, denna gång till Palestina, England, Schweiz, Frankrike, Tyskland, Holland, Danmark, Norge och Sverige. Hans dom över de västliga kristnas materialism var mycket hård. Nathan Söderblom tog emot honom i Sverige, och skrev också en bok om honom. Även Friedrich Heiler och B.H.Streeter, andra av den tidens ledande kyrkliga modernister, skrev böcker om honom. C.F.Andrews, Mahatma Gandhis närmaste vän, skrev också en biografi. Sundar var personligt bekant med både Mahatma Gandhi, Rabindranath Tagore och Stanley Jones. Men han hade inget intresse för politik, och förstod sig inte på Gandhis befrielsekamp. För honom gällde en mycket radikalare väg. 
Sundar återvände lättad till Indien, han led av all offentlighet. 1923 gjorde han en till barfotavandring till Tibet, men kom tillbaka uttröttad. De följande sex åren kom han att tillbringa hos vänner i stillhet, läsande, skrivande (en bok varje år) och bedjande. Han tog ofta emot besök, och hade en livlig brevväxling. Han brevväxlade bl.a. med en representant för Swedenborgskyrkan, där det framkom att han talat med Emanuel Swedenborg i andevärlden. Detta var dåliga nyheter för evangelikala, fundamentalistiska kristna, ty Swedenborg betraktas av dem som kättare. Fram till dess hade Sundar Singh lyfts fram i fundamentalistiska kretsar, men efter det tystnade dessa avsevärt om honom. 
1929 gjorde Sundar sin sista resa till Tibet, trots vänners avrådan. Han längtade bort från civilisationen till sitt älskade Tibet, till ensamheten med Gud och till sitt viktigaste missionsuppdrag. Han hade också uttryckt en längtan efter att få dö i Tibet. Han led stundom av depression under de sex åren han var bofast. I april begav han sig iväg, och försvann spårlöst. 1930 förklarades han död av indiska myndigheter. 1931 kom det ett rykte från Burma att han setts i en grotta i Tibet. 
På 1940-talet dyker han upp igen. Swami Rama berättar att han besökte deras kloster under denna tid, i boken "Living with the Himalayan masters". Hans berättelse finns återgivet här och här. En underlig vändning mot synkretism kan spåras hos Sundar Singh här, en klar avvikelse från hans syn på religionerna i boken "Sökandet efter verkligheten", där han sett en stor kontrast mellan t.ex. Krishna och Kristus. Nu verkar han ha övergivit sin Swedenborgianska, modalistiska syn på Kristus, för en syn som är typisk bland hinduer. 